# متن و روح قانون
متن قانون در مقابل روح قانون یک پادگزاره مصطلح است. وقتی که یکی از متن قانون اطاعت می‌کند و نه روح آن، به آن معناست که از تفسیر لفظی لغات (متن) قانون - و نه لزوماً قصد و نیت کسانی که آن قانون را نوشته‌اند - پیروی می‌کند. در مقابل وقتی که یکی از روح قانون - و نه متن آن - پیروی می‌کند، در حال انجام کاریست که مد نظر نویسندگان آن قانون است هرچند لزوماً پایبند به جمله‌بندی دقیق آن نباشد.